# Colin McPhee
Colin Carhart McPhee (15 de març de 1900 - 7 de gener de 1964) fou un compositor i musicòleg quebequès. És sobretot conegut per ser el primer compositor occidental que va fer un estudi etnomusicològic de Bali, i per la qualitat d'aquesta obra. També va compondre música influïda per la de Bali i Java dècades abans que aquestes composicions basades en la música del món s'estenguessin.

## Vida i educació primerenques
McPhee va néixer a Mont-real. Es va inscriure al Peabody Institute el 1918, estudiant composició amb Gustav Strube i piano amb Harold Randolph; posteriorment va estudiar amb el compositor d'avantguarda Edgard Varèse abans de casar-se amb Jane Belo, deixeble de Margaret Mead, el 1931.

## Carrera
McPhee es va unir al cercle de compositors experimentals coneguts com els "ultramodernistes", entre els quals hi havia Henry Cowell, John Becker i el protegit de Cowell Lou Harrison, particularment interessats en el que després es coneixeria com a "música mundial". McPhee i la seva dona es van mudar a Bali junts per a la tasca antropològica de Belo. Un cop allà McPhee va estudiar, va filmar i va escriure àmpliament sobre la cultura i la música dels gamelans, i el 1936 va escriure una partitura musical original, Tabuh Tabuhan, a l'estil balinès.
McPhee, que era gai, es va divorciar de Belo el 1939. A principis dels anys 40 va viure en una gran casa de pedra a Brooklyn, que va compartir amb WH Auden i Benjamin Britten, entre d'altres.
El 1942 va arranjar les Variations on a Theme of Frank Bridge de Britten, una obra per a orquestra de corda, per a dos pianos, que es va utilitzar per al ballet Jinx de Lew Christensen. McPhee va ser l'encarregat d'introduir Britten a la música balinesa que va influir en treballs del compositor britànic com The Prince of the Pagodas, Curlew River i Death in Venice.
El 1947 McPhee va publicar un llibre, A House in Bali, sobre la cultura i la música balinesa durant els anys trenta. Més tard en la dècada, McPhee va caure en una depressió alimentada per l'alcohol, però va començar a escriure música durant la dècada de 1950. Es va convertir en professor d'etnomusicologia a la UCLA el 1958 i va ser també un respectat crític de jazz. Va morir a Los Angeles.
Els dies 26 i 27 de juny de 2009 es va estrenar a Puri Saraswati a Ubud, Bali, una òpera sobre la vida de McPhee del compositor nord-americà Evan Ziporyn, titulada A House in Bali.
El 2017 es va publicar un disc Peter Pears: Balinese Ceremonial Music, interpretat per Thomas Bartlett & Nico Muhly i basat en part en les transcripcions de McPhee, al segell Nonesuch / Warners.

## Obres publicades
A House in Bali, la crònica de la seva vida allà, encara es considera una valuosa introducció a la cultura balinesa. La seva publicació pòstuma Music in Bali va ser la primera anàlisi completa de la música balinesa publicada en anglès.
La seva obra musical més coneguda és Tabuh-Tabuhan: Toccata per a orquestra, composta i estrenada a Mèxic el 1936. El seu títol es tradueix com a "col·lecció d'instruments de percussió", i combina elements musicals balinesos i tradicionals occidentals. Puntuació per a orquestra occidental, però, en la descripció de McPhee, el nucli del conjunt és un "gamelan nuclear" compost per dos pianos, celesta, xilòfon, marimba i glockenspiel, "donant-li un equilibri sonor percussiu". L'orquestra està augmentada per dos gongs i címbols balinesos. El treball es divideix en tres moviments: "Ostinatos", una flauta relacionada amb "Nocturn", i un "final" sincopat. Alguns dels temes que es tracten deriven de fonts populars balineses. El 2013 la peça va ser coreografiada i interpretada per l'American Ballet Theatre Company.
- Angkloeng gamelans in Bali. (1937?)
- Balinese wajang koelit and its music. (1936?, 1981) ISBN 0-404-16765-9
- Children and music in Bali. (1938) Publisher: Overdruk Uit Djawa
- A House in Bali. (1944) Publisher: The Asia Press with The John Day Company, New York
- Transitions for orchestra. (1954)
- Music in Bali: a study in form and instrumental organization in Balinese orchestral music. (1966, 1976) ISBN 0-306-70778-0
- House in Bali. (1980) ISBN 0-404-16766-7
- Club of small men : a children's tale from Bali. (2002) ISBN 0-7946-0074-3